# Pomoy
Pomoy – miejscowość i gmina we Francji, w regionie Burgundia-Franche-Comté, w departamencie Górna Saona.
Według danych na rok 1990 gminę zamieszkiwały 152 osoby, a gęstość zaludnienia wynosiła 20 osób/km² (wśród 1786 gmin Franche-Comté Pomoy plasuje się na 592. miejscu pod względem liczby ludności, natomiast pod względem powierzchni na miejscu 601.).